# 阳丰镇
阳丰乡，是中华人民共和国河南省驻马店市遂平县下辖的一个乡镇级行政单位。

## 行政区划
阳丰乡下辖以下地区：
阳丰村、干石桥村、黑赵村、刘楼村、罗李村、索店村、土楼村、王悦村、肖庄村、邢桥村、杨庄村、大石桥村、赵楼村、郑湾村和朱屯村。